# Referéndum sobre la Constitución de Guinea Ecuatorial en 1991
Un referéndum constitucional se celebró en Guinea Ecuatorial el 16 de noviembre de 1991, con el propósito de aprobar o rechazar la Ley Fundamental de Guinea Ecuatorial de 1991. La nueva constitución sustituiría el sistema unipartidista (bajo el Partido Democrático de Guinea Ecuatorial del presidente Teodoro Obiang) por un sistema político multipartidista.
La nueva constitución fue aprobada por el 98,4% de los votantes con una participación del 94,3%. Esto permitió que dos años después se celebraran las primeras elecciones multipartidistas desde 1968.

## Resultados
| Opción                             | Votos | %    |
| ---------------------------------- | ----- | ---- |
| A favor                            |       | 98.4 |
| En contra                          |       | 1.6  |
| Votos nulos/en blanco              |       | -    |
| Total                              |       | 100  |
| Fuente: African Elections Database |       |      |